# Krasnojilsk

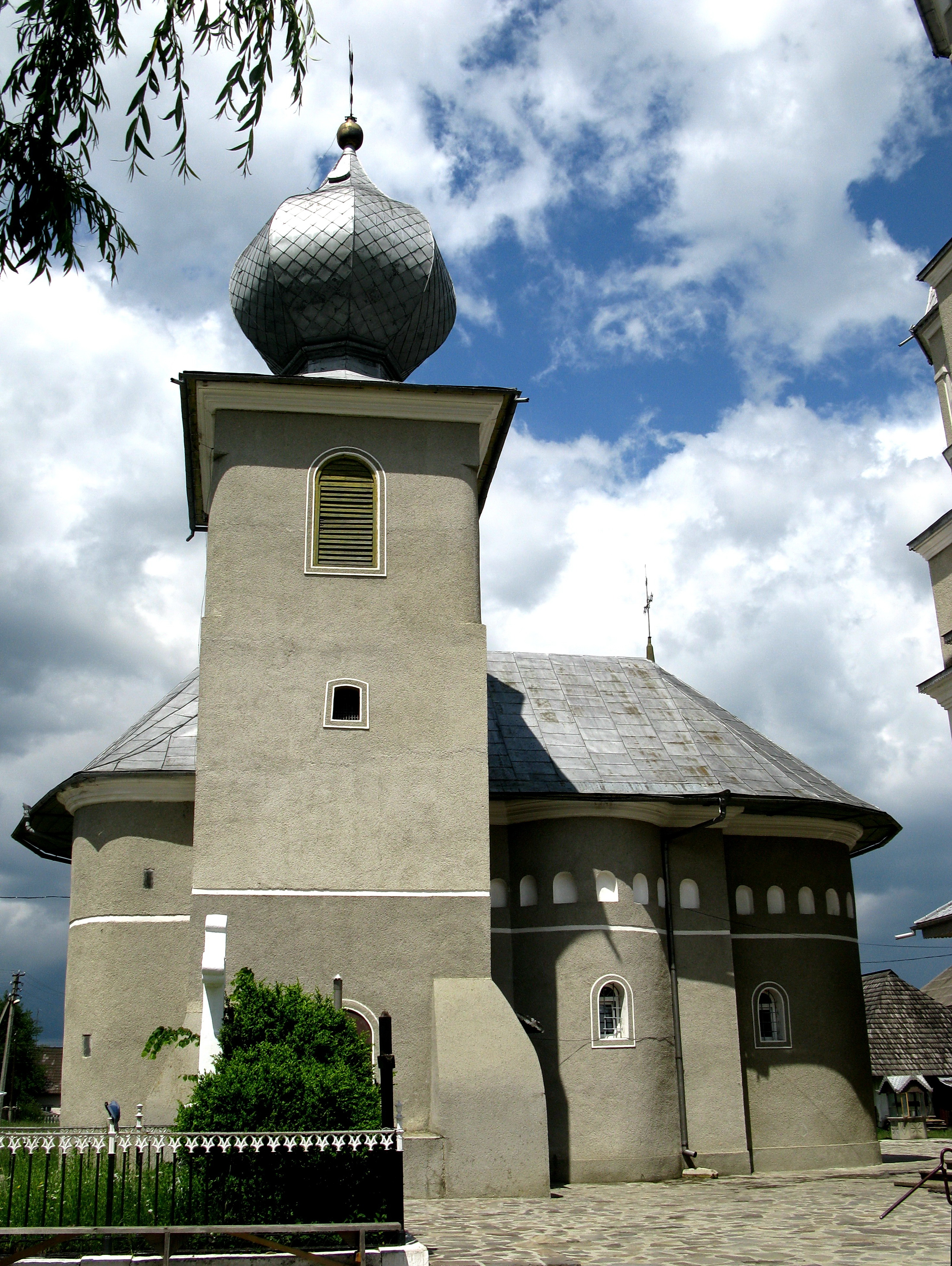
Kirche im Ort

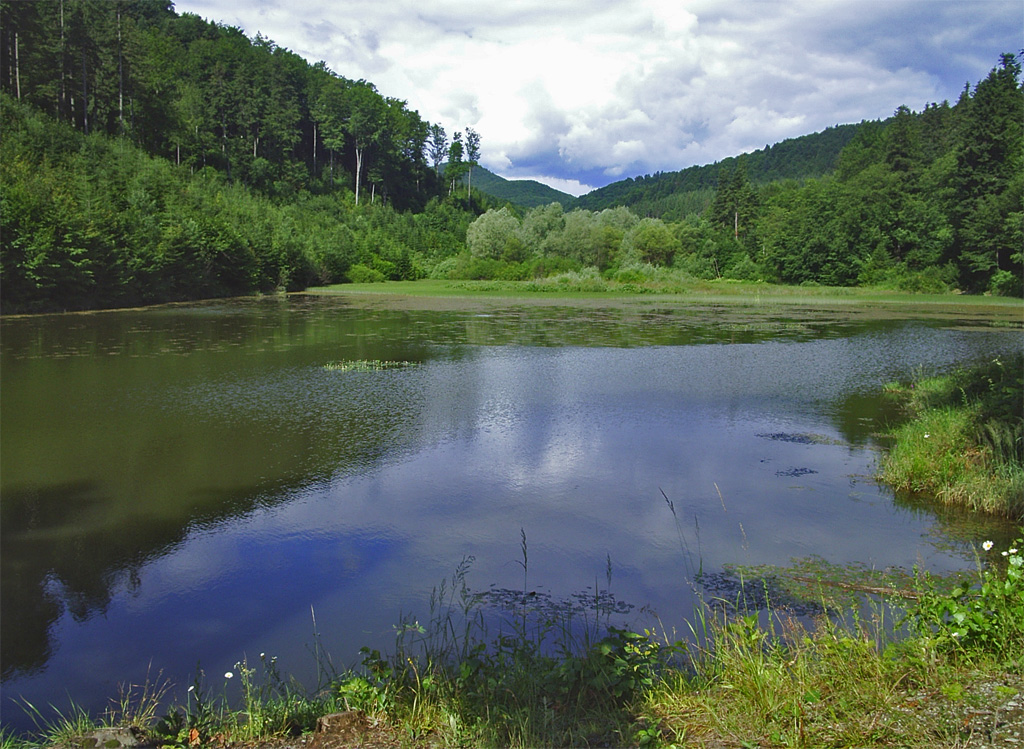
See bei Krasnojilsk

Krasnojilsk (ukrainisch Красноїльськ; russisch Красноильск Krasnoilsk, rumänisch Crasna Ilschi auch Crasna; deutsch Krasna Ilski) ist eine Siedlung städtischen Typs in der ukrainischen Oblast Tscherniwzi. Sie liegt in einem Tal südlich der Stadt Storoschynez, 8 Kilometer nördlich der Grenze zu Rumänien, etwa 39 km südwestlich von Czernowitz in der nördlichen Bukowina.

## Geschichte
Die Siedlung wurde in der ersten Hälfte des 15. Jahrhunderts  zum ersten Mal schriftlich erwähnt. In der Urkunde vom 15. Juli 1431 wurde die Hälfte des Gutes, auf der linken Seite des Sereth gelegen, dem Bojaren  Stan Cupcici zugeteilt, das auf der rechten Seite des Flusses dem Kloster Putna.
1652 ging der Besitz durch die familiäre Verbindung mit dem Kanzler der Moldau Gavrilaş Mateiaş an die Familie der Bojaren Ursachi über. Der Großsulger Dumitraşcu Ursachi verkaufte seine Anteile am 1. Mai 1696, dem Alexander de Ilschi (Jelsky). Die Ortschaft gehörte  bis Januar 1775 zum Fürstentum Moldau.
Nachdem 1774 die Bukowina gegen Ende des Russisch-Osmanischen Kriegs (1768–1774) vom neutralen Österreich besetzt worden war, wurde dies 1775 im Frieden von Küçük Kaynarca bestätigt, offiziell als Dank für Österreichs „Vermittlerdienste“ zwischen den Kriegsgegnern. Dadurch war Krasna Ilski ein Teil Österreichs zuerst im Königreich Galizien und Lodomerien, ab 1849 im neu gegründeten Kronland Herzogtum Bukowina.
Am 15. März 1783 wurde von der österreichischen Kommission zur Aufteilung des Vermögens in der Bukowina unter Leitung von Johann Thaddäus Anton Peithner von Lichtenfels bestätigt, dass die Hälfte des Dorfes Alexander de Ilski und seinem Schwager Miron Gaffenko gehörte, die andere dem Kloster Putna.
Von 1786 an ließen sich deutsche Bauernfamilien aus Böhmen im Ort nieder, die später die Kolonie Althütte (rumänisch Huta Veche; ukrainisch Стара Красношора) gründen sollten. Dort entstand 1793 die erste Glashütte in der Bukowina, vier weitere wurden bis 1821 errichtet.
Am 14. Januar 1787 erwarb Basil Ritter von Wassilko einen Großteil von Crasna Ilschi. Dort heiratete er am 15. Dezember des Jahres  Nastassia (Anastasia), Tochter des Alexander von Ilschi, dem nur noch ein Viertel des Dorfes gehörte.
Mitte des 19. Jahrhunderts kam es zur weiteren Ansiedlung deutscher Siedler in die bestehende Örtlichkeit, die vorwiegend von Rumänen bewohnt wurde und noch heute wird. Die Deutschen verließen aber im Zuge des Bevölkerungsaustausches 1940 (siehe Bukowinadeutsche) den Ort.
Nach dem Ende des Ersten Weltkriegs 1918 kam der Ort zu Rumänien (im Kreis Storojineț), im Zuge der Annexion der Nordbukowina am 28. Juni 1940 wurde er ein Teil der Sowjetunion (dazwischen 1941 und 1944 wiederum zu Rumänien) und ist seit 1991 ein Teil der Ukraine. 1968 wurde sie zur Siedlung städtischen Typs erhoben, vorher kam es zur Eingemeindung des im Norden gelegenen Dorfes Krasnoputna (deutsch Krasna Putna).

## Verwaltungsgliederung
Am 18. Mai 2016 wurde die Siedlung städtischen Typs zum Zentrum der neu gegründeten Siedlungsgemeinde Krasnojilsk (Красноїльська селищна громада/Krasnojilska selyschtschna hromada). Zu dieser zählen auch das Dorf Stara Krasnoschora im Rajon Storoschynez; bis dahin bildete sie die Siedlungsratsgemeinde Krasnojilsk (Красноїльська селищна рада/Krasnojilska selyschtschna rada).
Seit dem 17. Juli 2020 ist der Ort ein Teil des Rajons Tscherniwzi.
Folgende Orte sind neben dem Hauptort Krasnojilsk Teil der Gemeinde:
| Name                     | Name             | Name                                     | Name              | Name     |
| ukrainisch transkribiert | ukrainisch       | russisch                                 | rumänisch         | deutsch  |
| ------------------------ | ---------------- | ---------------------------------------- | ----------------- | -------- |
| Stara Krasnoschora       | Стара Красношора | Старая Красношора (Staraja Krasnoschora) | Crăsnişoara Veche | Althütte |

## Bevölkerung
- 1930: 3.187 Einwohner in Crasna Ilschi und 1.948 in Crasna Putnei (Bevölkerungszählung)[8]
- 1989: 7.769 (Volkszählung)
- 2001: 9.142 (Volkszählung)
- 2007: 9.122 (Schätzung)

Bei der Volkszählung von 1989 deklarierten sich 7049 Bürger, also über 90 Prozent der Gesamtbevölkerung, zu Rumänen. Weiters lebten im Ort 467 Ukrainer, 148 Russen, 46 Polen, 7 Juden und 22 anderer Ethnien.